# Lípa u Kohoutů
Lípa u Kohoutů je památný strom lípa velkolistá (Tilia platyphyllos) na konci obce Mezina v okrese Bruntál na pozemku rodiny Kohoutových u bývalé hájenky vyhlášený v roce 2004. Nachází se také v Horním Slezsku. Jeho stáří je odhadováno na 220 - 250 let.
K datu vyhlášení dosahoval výšky 27 m a obvodu kmene 441 cm.